# Pyrrhorachis caerulea
Pyrrhorachis caerulea là một loài bướm đêm trong họ Geometridae.